# Grospixels
Grospixels est un site web spécialisé dans les jeux vidéo rétro lancé en août 2000, dont le contenu provient partiellement de ses lecteurs. Le site propose ainsi des informations relatives aux jeux vidéo, plates-formes de jeu et personnalités de l'industrie vidéoludique.

## Historique
GrosPixels est mis en ligne le 27 août 2000 par deux amis, Philippe Labus et Laurent Roucairol, et propose articles et dossiers sur d'anciennes machines et leurs jeux. En 2001, pour tenter d'augmenter son audience évaluée alors à une cinquantaine de visites par jour, Grospixels fait appel aux contributions de ses lecteurs, ce qui leur permet d'atteindre en 2010 plus de 630 jeux testés, pour une centaine de contributeurs.

## Contenu
GrosPixels propose principalement des articles, se voulant pédagogiques, sur tout ce qui se rapporte aux anciens jeux vidéo (jeux, plateforme, personnalités et constructeurs) et couvre un large pan de l'histoire du jeu vidéo de sa création à l'ère des consoles 16 bits.
Le site contient également des remixes de musiques de jeux vidéo, des émulateurs, des produits dérivés et un forum,,.
Celui-ci comportait 1 200 membres en 2010 et forme la « communauté grospixelienne ».